# Корейка
Корейка:

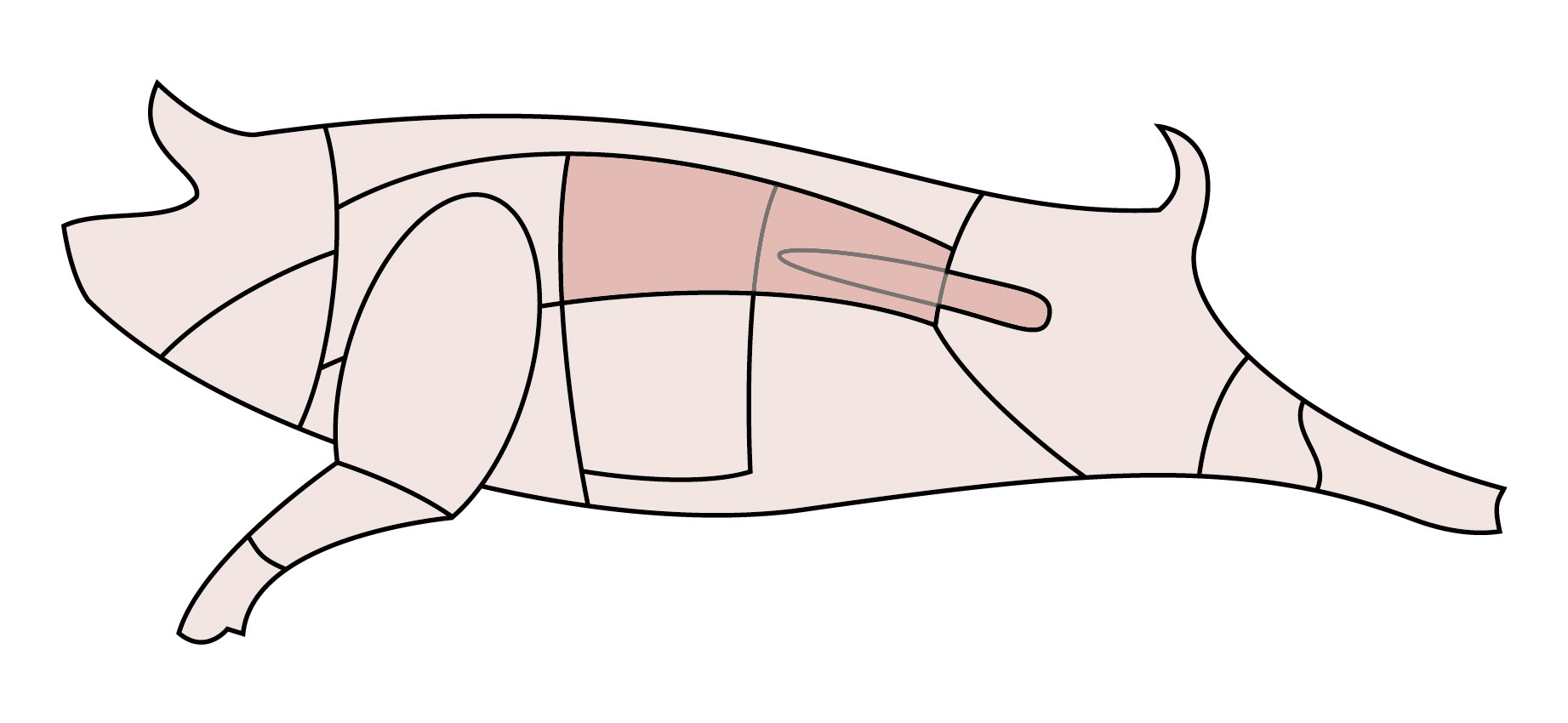
Корейка, на схеме туши животного.

- название части спинки (по обеим сторонам позвоночника) в тушах свинины, говядины и баранины;
- название мясного продукта, вид мяса.

## Часть спинки
На мясокомбинате для производства копчёностей охлаждённые свиные полутуши доставляются по подвесным путям в свиноразделочную, где их циркульными и ленточными пилами распиливают и разделывают на окорока, лопатки, грудинки, корейки, шейку и шпиг (хребтовое сало).
Корейка как часть спинки (по обеим сторонам позвоночника) широко используется в кулинарии и состоит, помимо мякоти, из небольшого отруба позвоночника и минимума сала в костях. Корейка практически лишена сала, что позволяет, особенно если говорить о свинине, относить её к диетическим продуктам. Считается деликатесом и используется для приготовления целого ряда блюд в разных кухнях мира.

## Продукт
Также корейкой называют вид копчёного мяса (обычно речь идёт о свиной корейке). Применяется как горячее/варёное, так и холодное копчение. Корейку можно коптить как со шкуркой, так и без неё; позвонки предварительно удаляются.